# Coleophora absinthivora
Coleophora absinthivora là một loài bướm đêm thuộc họ Coleophoridae. Nó được tìm thấy ở Pháp và Tây Ban Nha.
Ấu trùng ăn Artemisia absinthium. Chúng ăn lá nơi chúng làm tổ. They create a whitish, woolly, bivalved leaf case of about 6 mm with a mouth angle of about 20°.